# Henrik Rydström
Henrik Per-Erik Rydström (Karlskrona, 16 febbraio 1976) è un allenatore di calcio ed ex calciatore svedese, tecnico del Malmö FF.
Con 802 partite all'attivo, è il giocatore del Kalmar con più presenze nella storia del club.

## Carriera

### Calciatore
La sua prima squadra da bambino è stata il Listerby IK. Nel 1993, all'età di sedici anni, è entrato a far parte del Kalmar FF.
Rydström ha debuttato in prima squadra sul finire della stagione 1994, in occasione della gara di ritorno (pareggiata 2-2 sul campo dell'Hammarby) degli spareggi promozione/salvezza per salire in Allsvenskan. All'inizio della carriera è stato utilizzato in diversi ruoli, ma dal 1996 è stato utilizzato stabilmente come centrocampista difensivo. Proprio al termine del campionato 1996, la squadra è retrocessa dalla seconda alla terza serie nazionale, ma Rydström è comunque rimasto in rosa. Le due promozioni ottenute dal Kalmar nel giro di due anni hanno permesso a Rydström di debuttare in Allsvenskan nel 1999, annata in cui ha anche indossato per la prima volta la fascia da capitano. Il ruolo di capitano l'ha assunto a titolo definitivo dal 2004 in poi.
Il 27 settembre 2007 ha alzato la Coppa di Svezia, grazie alla vittoria casalinga per 3-0 nella finale contro l'IFK Göteborg. L'anno seguente ha contribuito al raggiungimento del primo titolo di Campione di Svezia nella storia del Kalmar, al culmine di un'Allsvenskan 2008 ha visto la squadra biancorossa classificarsi al primo posto con un punto di vantaggio sull'Elfsborg.
Il 17 ottobre 2013 ha comunicato sul suo blog che di lì a pochi giorni si sarebbe ritirato dal calcio giocato, una volta terminata l'ultima giornata dell'Allsvenskan 2013 in programma il successivo 3 novembre. Con 802 presenze complessive (di cui 314 disputate in Allsvenskan) è diventato il giocatore del Kalmar con più partite ufficiali all'attivo. Il suo numero di maglia (nº 8) è stato ritirato dal club.
Dopo il ritiro, è sceso sporadicamente in campo disputando un ristretto numero di partite nella sesta serie nazionale.

### Allenatore
Dopo aver appeso le scarpe al chiodo, nel 2014 gli è stata affidata la formazione Under-17 del Kalmar FF, mentre l'anno successivo si è occupato degli Under-19. Ha poi iniziato la stagione 2016 come assistente di Peter Swärdh, ma già a novembre ha preferito tornare ad allenare la selezione Under-19. Nel giugno del 2017 tuttavia è tornato nell'orbita della prima squadra diventando assistente di Nanne Bergstrand, che era già stato per anni il suo tecnico e che era stato appena assunto al posto dell'esonerato Swärdh.
Il 30 luglio 2018 sul sito del Kalmar FF è apparso un comunicato che annunciava che Bergstrand sarebbe stato assente a tempo indeterminato per motivi di salute. Da quel momento è stato proprio Rydström a sostituirlo alla guida della squadra, insieme al suo collaboratore Jens Nilsson. La sua prima partita da capo allenatore è coincisa con una vittoria per 2-1 in casa contro l'IFK Göteborg.
A fine stagione il Kalmar non lo ha confermato, ma Rydström è immediatamente ripartito da un'altra squadra di Allsvenskan, il Sirius. Nell'Allsvenskan 2019 e in quella del 2020 la squadra nerazzurra si è classificata rispettivamente all'11º e al 10º posto, conquistando dunque un'agevole salvezza in entrambi i casi. Alla fine del campionato 2020, Rydström ha comunicato la propria volontà di lasciare l'incarico per motivi privati.
Dopo i due anni da pendolare tra Kalmar (dove la sua famiglia continuava a risiedere) e Uppsala, è tornato ad allenare il Kalmar FF a partire dalla stagione 2021. La squadra, che nei precedenti due campionati si era classificata terzultima, sotto la guida di Rydström ha chiuso l'Allsvenskan 2021 al sesto posto e l'Allsvenskan 2022 al quarto posto.
Nonostante la volontà del Kalmar di trattenerlo fino alla scadenza contrattuale, prima dell'inizio della stagione 2023 Rydström è diventato il nuovo capo allenatore del Malmö FF, con cui ha poi vinto il titolo nazionale sia al termine dell'Allsvenskan 2023 (all'ultima giornata) che al termine dell'edizione 2024 (con due giornate d'anticipo), oltre che una Coppa di Svezia.

## Statistiche

### Statistiche da allenatore
Statistiche aggiornate al 18 marzo 2023. In grassetto le competizioni vinte.
| Stagione        | Squadra         | Campionato      | Campionato | Campionato | Campionato | Campionato | Coppe nazionali | Coppe nazionali | Coppe nazionali | Coppe nazionali | Coppe nazionali | Coppe continentali | Coppe continentali | Coppe continentali | Coppe continentali | Coppe continentali | Altre coppe | Altre coppe | Altre coppe | Altre coppe | Altre coppe | Totale | Totale | Totale | Totale | % Vittorie | Piazzamento  |
| Stagione        | Squadra         | Comp            | G          | V          | N          | P          | Comp            | G               | V               | N               | P               | Comp               | G                  | V                  | N                  | P                  | Comp        | G           | V           | N           | P           | G      | V      | N      | P      | %          | Piazzamento  |
| --------------- | --------------- | --------------- | ---------- | ---------- | ---------- | ---------- | --------------- | --------------- | --------------- | --------------- | --------------- | ------------------ | ------------------ | ------------------ | ------------------ | ------------------ | ----------- | ----------- | ----------- | ----------- | ----------- | ------ | ------ | ------ | ------ | ---------- | ------------ |
| ago.-nov. 2018  | Kalmar          | A               | 15         | 3          | 5          | 7          | SC              | 1               | 0               | 0               | 1               | -                  | -                  | -                  | -                  | -                  | -           | -           | -           | -           | -           | 16     | 3      | 5      | 8      | 18,75      | Interim, 10° |
| 2019            | Sirius          | A               | 30         | 8          | 5          | 17         | SC+SC           | 3+1             | 1+0             | 0+1             | 2+0             | -                  | -                  | -                  | -                  | -                  | -           | -           | -           | -           | -           | 34     | 9      | 6      | 19     | 26,47      | 11°          |
| 2020            | Sirius          | A               | 30         | 9          | 10         | 11         | SC+SC           | 3+1             | 1+1             | 1+0             | 1+0             | -                  | -                  | -                  | -                  | -                  | -           | -           | -           | -           | -           | 34     | 11     | 11     | 12     | 32,35      | 10°          |
| Totale Sirius   | Totale Sirius   | Totale Sirius   | 60         | 17         | 15         | 28         |                 | 8               | 3               | 2               | 3               |                    | -                  | -                  | -                  | -                  |             | -           | -           | -           | -           | 68     | 20     | 17     | 31     | 29,41      |              |
| 2021            | Kalmar          | A               | 30         | 13         | 8          | 9          | SC+SC           | 3+1             | 1+1             | 0+0             | 2+0             | -                  | -                  | -                  | -                  | -                  | -           | -           | -           | -           | -           | 34     | 15     | 8      | 11     | 44,12      | 6°           |
| 2022            | Kalmar          | A               | 30         | 15         | 6          | 9          | SC+SC           | 4+1             | 3+1             | 0+0             | 1+0             | -                  | -                  | -                  | -                  | -                  | -           | -           | -           | -           | -           | 35     | 19     | 6      | 10     | 54,29      | 4°           |
| Totale Kalmar   | Totale Kalmar   | Totale Kalmar   | 75         | 31         | 19         | 25         |                 | 10              | 6               | 0               | 4               |                    | -                  | -                  | -                  | -                  |             | -           | -           | -           | -           | 85     | 37     | 19     | 29     | 43,53      |              |
| 2023            | Malmö FF        | A               | 30         | 20         | 4          | 6          | SC+SC           | 4+1             | 3+1             | 1+0             | 0+0             | -                  | -                  | -                  | -                  | -                  | -           | -           | -           | -           | -           | 35     | 24     | 5      | 6      | 68,57      | 1°           |
| 2024            | Malmö FF        | A               | 30         | 19         | 8          | 3          | SC+SC           | 6+1             | 5+1             | 1+0             | 0+0             | UCL+UEL            | 6+6                | 2+1                | 1+1                | 3+4                | -           | -           | -           | -           | -           | 49     | 28     | 11     | 10     | 57,14      | 1°           |
| Totale Malmo    | Totale Malmo    | Totale Malmo    | 60         | 39         | 12         | 9          |                 | 12              | 10              | 2               | 0               |                    | 12                 | 3                  | 2                  | 7                  |             | -           | -           | -           | -           | 84     | 52     | 16     | 16     | 61,90      |              |
| Totale carriera | Totale carriera | Totale carriera | 195        | 87         | 46         | 62         |                 | 30              | 19              | 4               | 7               |                    | 12                 | 3                  | 2                  | 7                  |             | -           | -           | -           | -           | 237    | 109    | 52     | 76     | 45,99      |              |

## Palmarès

### Giocatore
- Campionato svedese: 1

Kalmar: 2008
- Coppa di Svezia: 1

Kalmar: 2007
- Supercoppa di Svezia: 1

Kalmar: 2009
- Superettan: 2

Kalmar: 2001, 2003

### Allenatore

#### Competizioni nazionali
- Campionato svedese: 2

Malmö: 2023, 2024
- Coppa di Svezia: 1

Malmö: 2023-2024